# Sybra alternans
Sybra alternans es una especie de escarabajo del género Sybra, familia Cerambycidae. Fue descrita por Wiedemann en 1823.
Habita en China, Hawái, Indonesia (Java, Célebes), Laos, Malasia, Birmania, Filipinas, Taiwán y Tailandia. Ha sido introducida accidentalmente en Norteamérica.
Mide de 6 a 15 mm. Se alimenta de higos y bananas entre otras especies. Puede ser una plaga de bananas en Hawái. El período de vuelo de esta especie ocurre en todos los meses del año.